# Международный день грамотности
 Междунаро́дный день гра́мотности (на других официальных языках ООН: англ. International Literacy Day, араб. اليوم العالمي للتحصيل, ‎исп. Día Internacional de la Alfabetización, кит. 国际扫盲日, фр. la Journée internationale de l'alphabétisation
) — отмечается 8 сентября. Ежегодный Международный день грамотности объявлен ЮНЕСКО в 1966 году по рекомендации Всемирной конференции министров образования по ликвидации неграмотности, состоявшейся в Тегеране в сентябре 1965 года. 8 сентября — день торжественного открытия этой конференции.
Этот день призван активизировать усилия общества по распространению грамотности, одной из главных сфер деятельности ЮНЕСКО.
- В 2002 году Генеральная Ассамблея ООН (резолюция № A/RES/56/116) провозгласила Десятилетие грамотности Организации Объединённых наций.
- В следующем году Генеральная Ассамблея (резолюция № A/RES/57/166) утвердила представленный Генеральным секретарём ООН «План действий ООН для Десятилетия грамотности» и объявила ЮНЕСКО координатором для стимулирования и активизации на международном уровне мероприятий, проводимых в рамках Десятилетия. В этот день присуждаются специальные премии ЮНЕСКО (в сумме 15 000 долларов каждая), которыми отмечают наиболее эффективные инициативы по борьбе с неграмотностью. Прежде всего, это проекты в странах Северной Африки, Юго-Восточной Азии, Латинской Америки, в Арабских Эмиратах и Китае[1].

В 2016 году во многих странах под девизом «Читая прошлое, пишем будущее» проводились праздничные мероприятия по поводу пятидесятилетия учреждения этого международного дня.

## Статистические сведения
В 2005 году менее 50 стран обеспечивали всеобщий доступ к начальному образованию.
В 2005 году около 20 % взрослого населения мира были неграмотны.

## Ежегодные темы Международного дня
- 2006 год — «Грамотность обеспечивает устойчивое развитие»
- 2007 год — «Здоровье и грамотность»
- 2008 год — «Грамотность и здоровье»
- 2009 год — «Грамотность расширяет личные возможности»
- 2010 год — «Значение грамотности для женщин»
- 2011 год — «Грамотность и мир»[2][3]
- 2013 год — «Развитие на пути к грамотному 21-му веку»[4]
- 2014 год — «Грамотность и устойчивое развитие»[5]
- 2015 год — «Грамотность и устойчивые общества»
- 2016 год — «Читая прошлое, пишем будущее»
- 2017 год — «Грамотность в мире цифровых технологий»[6]
- 2018 год — «Грамотность и развитие навыков»[7]
- 2019 год — «Грамотность и многоязычие»[8]
- 2020 год — «Преподавание и обучение грамоте в условиях кризиса COVID-19 и в последующий период»[9]
- 2021 год — «Грамотность в интересах восстановления, ориентированного на человека: сокращение цифрового разрыва»[10]